# Regions del Perú
Les regions del Perú són les circumscripcions territorials de primer nivell del Perú. Des de la seva independència el 1821, Perú havia estat dividit en departaments (que van créixer d'onze el 1822 fins a vint-i-quatre el 1980) però va haver de fer front a un problema de centralització creixent del poder polític i econòmic en la seva capital, Lima. Després de diversos intents de descentralització sense èxit, la figura legal de regió va esdevenir oficial i els governs regionals van ser elegits per dirigir els departaments el 20 de novembre de 2002 fins a la seva fusió planejada a regions reals.
Sota el nou sistema, els anteriors 24 departaments més la província de Callao es van convertir en circumscripcions regionals. La província de Lima ha estat exclosa d'aquest procés i no forma part de cap regió. A diferència dels departaments més primerencs, les regions tenen un govern elegit i una varietat àmplia de responsabilitats dins de la seva jurisdicció. Sota la Llei Orgànica 2002 de Governs Regionals (en castellà: Ley Orgánica de Gobiernos Regionales), es va realitzar un procés de transferència de funcions del govern central a les regions. El referèndum de 2005 per la fusió de diversos departaments va fallar al no aconseguir el suport electoral necessari.
Els Departaments i regions peruanes estan subdividides en províncies i districtes.

## Govern
Segons la Llei Orgànica de Governs Regionals, les responsabilitats dels governs regionals inclouen planejar el desenvolupament regional, executant projectes d'inversió pública, promovent activitats econòmiques, i gestió de la propietat pública. Els governs regionals estan formats per un president i un consell, elegit per un termini de quatre anys. A més, hi ha un consell de coordinació integrat per representants i alcaldes provincials de la societat civil. El President Regional és el cap de govern; les seves funcions inclouen proposar i aplicar el pressupost, nomenar els funcionaris del govern, emetent decrets i resolucions, executant programes i plans regionals, i administrant lloguers i propietats regionals. Els Consell Regionals debaten i voten les lleis proposades pel president regional, també supervisen tots els funcionaris regionals i poden treure el president, el seu vicepresident i qualsevol membre de consell del seu govern. El Consell de Coordinació Regional té una funció de consultoria en temes de planificació i pressupost, però no té cap poder executiu o legislatiu.
La Llei Orgànica de Governs Regionals estipula la transferència gradual de funcions del govern central a les regions, i certifica la seva capacitat d'emprendre aquestes tasques. Per supervisar aquest procés, la Llei de Bases de la Descentralització va crear un Consell Nacional de Descentralització (espanyol: Consejo Nacional de Descentralización). Tanmateix, aquesta institució va ser criticada per ser burocràtica i ineficaç pel govern d'Alan García. Per això, el 24 de gener de 2007, el consell va ser abolit i reemplaçat pel Secretariat de Descentralització (espanyol: Secretaría de Descentralización), en dependència de l'oficina del Primer ministre. Dos mesos més tard, els presidents regionals es van reunir en la ciutat de Huánuco per establir una Assemblea Nacional de Governs Regionals (espanyol: Asamblea Nacional de Gobiernos Regionales) com una institució alternativa de coordinació, independent del Govern Central.

## Regions
La superfície i informació de població en la llista següent provenen de les dades oficials de l'Institut Nacional d'Estadística i Informàtica (INEI). Les àrees són arrodonides a la unitat sencera més propera. Les dades demogràfiques es basen en el Cens de 2005 dut a terme des del 18 de juliol fins al 20 d'agost de 2005. La densitat de població es dona amb un decimal en persones per quilòmetre quadrat. Els nombres UBIGEO són codis utilitzats per INEI per identificar les subdivisions administratives nacionals.
| Regió         | ISO    | UBIGEO | Capital          | Àrea (km²) | Població  | Densitat pob.(/km²) | Localització |
| ------------- | ------ | ------ | ---------------- | ---------- | --------- | ------------------- | ------------ |
| Amazonas      | PE-AMA | 01     | Chachapoyas      | 39.249     | 389.700   | 9,9                 |              |
| Ancash        | PE-ANC | 02     | Huaraz           | 35.914     | 1.039.415 | 28,9                |              |
| Apurímac      | PE-APU | 03     | Abancay          | 20.896     | 418.882   | 20,0                |              |
| Arequipa      | PE-ARE | 04     | Arequipa         | 63.345     | 1.140.810 | 18,0                |              |
| Ayacucho      | PE-AYA | 05     | Ayacucho         | 43.815     | 619.338   | 14,1                |              |
| Cajamarca     | PE-CAJ | 06     | Cajamarca        | 33.318     | 1.359.023 | 40,8                |              |
| Callao        | PE-CAL | 07     | Callao           | 147        | 810.568   | 5.514,8             |              |
| Cusco         | PE-CUS | 08     | Cusco            | 71.986     | 1.171.503 | 16,3                |              |
| Huancavelica  | PE-HUV | 09     | Huancavelica     | 22.131     | 447.054   | 20,2                |              |
| Huánuco       | PE-HUC | 10     | Huánuco          | 36.849     | 730.871   | 19,8                |              |
| Ica           | PE-ICA | 11     | Ica              | 21.328     | 665.592   | 31,2                |              |
| Junín         | PE-JUN | 12     | Huancayo         | 37.667     | 1.091.619 | 29,0                |              |
| La Libertad   | PE-LAL | 13     | Trujillo         | 25.500     | 1.539.774 | 60,4                |              |
| Lambayeque    | PE-LAM | 14     | Chiclayo         | 14.231     | 1.091.535 | 76,7                |              |
| Lima          | PE-LIM | 15     | Huacho           | 34.802     | 864.853   | 24,9                |              |
| Loreto        | PE-LOR | 16     | Iquitos          | 368.852    | 884.144   | 2,4                 |              |
| Madre de Dios | PE-MDD | 17     | Puerto Maldonado | 85.301     | 92.024    | 1,1                 |              |
| Moquegua      | PE-MOQ | 18     | Moquegua         | 15.734     | 159.306   | 10,1                |              |
| Pasco         | PE-PAS | 19     | Cerro de Pasco   | 25.320     | 266.764   | 10,5                |              |
| Piura         | PE-PIU | 20     | Piura            | 35.892     | 1.630.772 | 45,4                |              |
| Puno          | PE-PUN | 21     | Puno             | 66.997     | 1.245.508 | 18,6                |              |
| San Martín    | PE-SAM | 22     | Moyobamba        | 51.253     | 669.973   | 13,1                |              |
| Tacna         | PE-TAC | 23     | Tacna            | 16.076     | 274.496   | 17,1                |              |
| Tumbes        | PE-TUM | 24     | Tumbes           | 4.046      | 191.713   | 47,4                |              |
| Ucayali       | PE-UCA | 25     | Pucallpa         | 101.831    | 402.445   | 4,0                 |              |